# Alieni
Légende :
♦Patricien, ♦Plébéien, ♦Consulaire, ♦Sénatorial, ♦Équestre
Gens et Liste des gentes romaines
Les Alieni (singulier: Alienus) sont les membres appartenant à la gens romaine plébéienne Aliena.

## Origines
Le nomen Alienus dérive peut-être de l'adjectif latin alienus qui peut se traduire par « étranger ». Il est aussi utilisé comme cognomen par la gens étrusque Caecina. Les Alienii apparaissent très tôt dans l'histoire de Rome mais ne semblent pas avoir constitué une famille importante.

## Principaux membres
- Lucius Alienus, édile plébéien en 454 av. J.-C.[2]
- Aulus Allienus, préteur en Sicile en 49 av. J.-C. puis proconsul en Afrique sous Jules César.
- Aulus Allienus, envoyé par Publius Cornelius Dolabella en Égypte en 43 av. J.-C. avec ordre de revenir à la tête de quatre légions qui y sont stationnées.

## Pour approfondir